# Alkanna lutea
Alkanna lutea,    es una especie miembro de la familia de las Boraginaceae. 

## Descripción
Es una hierba que alcanza un tamaño de 30-50 cm de altura, planta anual, uni- o multicaule, ascendente, hirsuto-híspida, con setas de base tuberculada, largas, rígidas, acompañadas de pelos cortos glandulíferos y eglandulosos. Tallos escasamente ramificados. Hojas basales hasta de 9 × 2 cm, oblanceoladas, subagudas; las caulinares hasta de 5(8) × 1,2(1,5) cm, decurrentes, oblongo-elípticas, oblongas u oblanceoladas. Inflorescencia simple, a veces con las cimas geminadas, hasta de 15(30) cm y laxas en la fructificación. Flores subsésiles; brácteas en flor de 6-10 × 1-3 mm, más largas que el cáliz, en fruto hasta de 20(35) × 8-10 mm, ovado-oblongas u oblongas, con base ligeramente auriculada y decurrente; pedicelos en flor de c. 1 mm, rectos, en fruto hasta de 4(6) mm, marcadamente recurvos. Cáliz en flor de 3-4 mm, en fruto hasta de 6(8) mm; lóbulos en flor de 1-1,5 mm de anchura, linear-lanceolados, en fruto de 2,5-4,3 mm de anchura, anchamente lanceolados. Corola de 2-3,5 mm de diámetro, amarilla, glabra por la cara externa, ligeramente papilosa por la cara interna del limbo; tubo 2-3,5 mm, más corto que el cáliz; garganta sin escamas ni invaginaciones, débilmente papilosa por encima de los estambres; lóbulos 1,2-2,5 × 1-2 mm, ± oblongos. Estambres insertos por encima de la mitad del tubo de la corola; anteras inclusas. Ovario con el estilo más corto que el tubo de la corola. Núculas 1,2-1,5 × 1,4-1,8 mm, transovoides, marcadamente curvadas, con ápice ligeramente aquillado, fuertemente contraídas en la base formando un pie de 0,1-0,2 mm, cilíndrico y liso, escrobiculado-reticuladas, grises o blancas.

## Distribución y hábitat
Se encuentra en taludes, barbechos y cunetas, en substrato frecuentemente básico, ± nitrificado; a una altitud de 0-600 metros en el SE de Francia, España, Baleares, Córcega, Cerdeña e Italia. 

## Taxonomía
Alkanna lutea fue descrita por Alphonse Pyrame de Candolle y publicado en Prodromus Systematis Naturalis Regni Vegetabilis 10: 102. 1846.
Citología
Número de cromosomas de Alkanna lutea (Fam. Boraginaceae) y táxones infraespecíficos: 2n=28
Etimología
El nombre Alkanna proviene del castellano alcana, y éste del árabe al-hena, de henna, (Lawsonia inermis).
lutea: epíteto latino que significa "amarillo".
Sinonimia
- Anchusa divaricata Murray
- Anchusa dubia Nocca
- Anchusa lutea M.Bieb.
- Anchusa lycopsidis D.M.Retz.
- Anchusa orientalis Pall.
- Asperugo divaricata Murray
- Baphorhiza lutea (DC.) Font Quer & Rothm.
- Lithospermum flavescens Steud.
- Lithospermum frondosum Salisb.
- Lycopsis flavescens C.A.Mey.
- Lycopsis lutea Desr.
- Lycopsis setosa Lehm.
- Nonea dubia Steud.
- Nonea flavescens Fisch. & C.A.Mey.
- Nonea lutea DC.
- Nonea setosa Roem. & Schult.
- Onochilis lutea Bubani
- Oskampia trichotoma Moench[5]

.